# Gaspare Bernardo Pianetti
Gaspare Bernardo Pianetti, italijanski rimskokatoliški duhovnik, škof in kardinal, * 7. februar 1780, Iesi, † 30. januar 1862.

## Življenjepis
31. marca 1804 je prejel duhovniško posvečenje.
3. julija 1826 je bil imenovan za škofa Viterba e Tuscanie; 15. avgusta istega leta je prejel škofovsko posvečenje. S tega položaja je odstopil 4. marca 1861.
23. decembra 1839 je bil povzdignjen v kardinala in pectore.
14. decembra 1840 je bil ponovno povzdignjen v kardinala in imenovan za kardinal-duhovnika S. Sisto.